# Костой
Костой, Коастой, Костоевы (ингуш. Къоастой) — многочисленный ингушский тайп, выходцы из аула Кост (ингуш. Къоаст) Хамхинского общества.
По свидетельству Б. К. Далгата, часть Костоевых переселилась в горную Осетию. В 1886 г. в ауле Кост семей проживало - 8, Насыр-Корте — 5, Альтиево — 9, Яндаре — 7, Кантышеве — 3.
Чеченский исследователь-краевед А. С. Сулейманов в селение Кишень-Аух среди тайпов села привёл «къаьвстой» (в списке ауховских тайпов как «къовстой»).

## Этимология
Д-р филол. наук, проф. К. З. Чокаев сообщает, что название тайпа Коастой может происходить от аула Кост. Также он сообщает, что фамилия Костоевы имеет корень от названия тайпа. Этимология неизвестна, однако он предполагает, что эндоним может объясняться так: Къов, с (- са), -т (<— тӀа). И. А. Дахкильгов упоминает родовое предание, согласно которой, в далёкие времена Костоевы отделились от тайпа Хамхоевых и переселились на место, где основали селение Къест и следовательно Къест обозначает «отделившиеся» (ср. къест — «отделяется»). Чеченский исследователь-краевед А. С. Сулейманов, также воспроизведил название Къост от слова «разделяющий».

## История
Костоевы были частью ингушей выселившихся на реку Камбилеевке в Тарскую долину, которые стали позже называться назрановцами.

## Состав
Тайп Костоевых состоит из следующих вяров: Гастемировых, Газгиреевых, Марзагановых, Машиговых, Успаевых и Дударовых.

## Родовой аул
Кост (Къест, Къоаст) — башенный поселок расположенный на отроге горы Гайкомд (Цей-Лоам), хребте Такан-дук, который отделяет Галгаевское ущелье (Эгикал, Оздик, Лейми) от ущелья Мужиг (Гаппи, Цоли, Кяхк). В нём сохранились развалины боевой и шести жилых башен с различными пристройками периода позднего средневековья. Хорошо сохранилась склеповая гробница общей высотой более 4 метров с покрытием из 16 сланцевых плит.
Несмотря на относительную удаленность от центральной автодороги (2 км), Кост легкодоступен для пешего туриста, прогулка займет не дольше 30 минут по живописному хребту, откуда раскрываются красивые виды в трех направлениях — в сторону горы Цей-Лом (видны башенные поселки Дошхакле, Карт, Лейми, Оздик, Бархане и Эгикал), Цорей-Ламского хребта (Пялинг, Ний) и в сторону Грузии (Гаппи и Цоли).
Из башенного посёлка происходит фамилия Костоевых (и других), которые два столетия назад активно добывали и умело обрабатывали свинцовые руды, служившие для приготовления пуль.
Къест или Къоаст расположен на самом гребне Такан-дукъ, «Хребта троп», который тянется по центру Горной Ингушетии, разделяя долины рек Барт-хи (Сарту) и Эги-хи (КӀей-хи, Ахк-хи). Хребет этот очень живописный, начинается над башнями Хамхи, тянется на запад до перевального хребта КӀажар-Дукъашке (Тирк-Керте, Бишт или Кхо жӀарг дагӀача). На хребте около замка Гадаборш-цӀенге расположен храм ДзӀорахь-Даьла, после него, прямо на гребне, замки Къеста.
В Къесте имеется родник — Ӏанди-хьаст. Хорошо сохранился огромный склеп с пирамидальной крышей в 18(!) ступеней. В Къесте попарно, образуя как бы створки ворот, стоят высокие каменные столбы, сложенные на прочном маркхале. Их всего сохранилось 7 штук. Кладка каменных стен как башен так и склепов Къеста имеет своеобразие.